# Ioannis Christou
Ioannis Christou (griechisch Ιωάννης Χρηστου; * 23. Juni 1983 in Kastoria, Griechenland) ist ein griechischer Ruderer.

## Karriere
Christou hatte seinen ersten internationalen Auftritt im Rudersport im Jahr 2000, wo er an den Junioren-Weltmeisterschaften teilnahm. Bis 2004 ruderte er ausschließlich in Nachwuchs-Altersklassen im Skullbereich, konnte dabei keine Medaillen bei vier internationalen Titelkämpfen erringen.
Mit einem ersten Start beim Weltcup 2004 in München, wo er im Riemenboot Vierer ohne Steuermann ruderte, gelang Christou der Wechsel in die offene Altersklasse. Für die Weltmeisterschaften wurde er allerdings erst im Jahr 2005 berücksichtigt, als er mit Nikolaos Pagounis im Zweier ohne Steuermann nominiert wurde und bei den Weltmeisterschaften in Japan ins A-Finale auf den 5. Platz rudern konnte. Das Duo belegte ein Jahr später bei den Weltmeisterschaften in Eton lediglich den 13. Platz. Pagounis beendete daraufhin seine Karriere, Christou wechselte zurück in den Skullbereich und startete in der Saison 2007 mit Ioannis Tsamis im Doppelzweier. Bei den Weltmeisterschaften gelang nur Platz 13, wenig später wurde das Duo aber Europameister in Posen.
2008 ruderte Christou ebenfalls zunächst im Doppelzweier mit Tsamis, er stieg dann aber in den Einer um und versuchte, einen der wenigen verbleibenden Startplätze für die Olympischen Sommerspiele 2008 bei der internationalen Qualifikationsregatta in Posen zu ergattern. Er wurde lediglich vierter hinter Kenneth Jurkowski, Mindaugas Griškonis sowie Andrei Jämsä und verpasste damit die direkte Qualifikation um einen Platz. Als für den Gastgeber China reservierte Plätze aufgrund der Qualifikation von elf chinesischen Mannschaften regelgemäß anderweitig vergeben wurden, bekam Christou einen dieser Startplätze vom Weltruderverband FISA zugesprochen, er konnte in Peking deshalb an den Start gehen. Als einziger griechischer Ruderer der offenen Gewichtsklasse belegte er Platz 10 im Männer-Einer. Wenig später wurde er außerdem Europameister im Einer in Athen. Die nacholympische Saison 2009 verbrachte Christou ebenfalls im Einer, er wurde Achter bei den Weltmeisterschaften und gewann Silber bei den Europameisterschaften.
Christou wechselte 2010 zurück in den Riemenbereich und ruderte einen Zweier-ohne mit Georgios Tziallas. Das Duo harmonierte gut und wurde auf Anhieb in Portugal Europameister. Bei den Weltmeisterschaften folgte eine Bronzemedaille. Tziallas und Christou stiegen im Jahr danach mit Stergios Papachristos und Giannis Tsilis in den Vierer-ohne um und wurden auch in dieser Bootsklasse Europameister in Bulgarien sowie Vize-Weltmeister bei den Welttitelkämpfen der vorolympischen Saison 2011 in Bled. Bei den Olympischen Sommerspielen 2012 in London belegte der griechische Vierer-ohne mit Papachristos, Tsilis, Tziallas und Christou Platz 4 mit einem Abstand von rund 4 Sekunden auf den Bronzerang. Mit den Zwillingen Nikolaos und Apostolos Gountoulas für Papachristos und Tsilis gewannen Christou und Tziallas wenige Wochen später einen weiteren EM-Titel in Varese.
Im neuen Olympiazyklus legte die gesamte griechische Mannschaft im schweren Riemenbereich eine Pause ein. 2014 wurde der Vierer-ohne neu formiert, ging nun mit Giannis Tsilis, Dionysios Angelopoulos, Georgios Tziallas und Ioannis Christou ins Rennen. Bei den Europameisterschaften 2014 und 2015 gewann das Quartett jeweils die Silbermedaille hinter der britischen Auswahl. Bei den Weltmeisterschaften gelangen Platz 6 im Jahr 2014 und Platz 9 mit Qualifikation für die Olympischen Sommerspiele von Rio de Janeiro im Jahr 2015. Bei den Olympischen Spielen 2016 belegte der griechische Vierer den achten Platz.
Christou startet für den Verein Kastoria NO in seiner Heimatstadt. Bei einer Körperhöhe von 1,90 m beträgt sein Wettkampfgewicht rund 90 kg.